# Нова Резеповка
Нова Резе́повка (рос. Новая Резеповка, ерз. Новая Резеповка) — присілок у складі Ковилкінського району Мордовії, Росія. Входить до складу Рибкинського сільського поселення.
Населення — 109 осіб (2010; 127 у 2002).
Національний склад станом на 2002 рік:
- росіяни — 91 %